# David Alan Basche
David Alan Basche (ur. 25 sierpnia 1968 w Hartford) – amerykański aktor teatralny, filmowy i telewizyjny.

## Wybrana filmografia

### Filmy fabularne
- 2006: Lot 93 (United 93) jako Todd Beamer
- 2011: Władcy umysłów (The Adjustment Bureau) jako asystent Thompsona

### Seriale TV
- 1997: As the World Turns jako Oficer Tate
- 1999: Och, rozwijaj się (Oh, Grow Up) jako Norris Michelsky
- 2001: Babski oddział (The Division) jako pan Glenmark
- 2001: Nie ma sprawy (Ed) jako Bud Frankel
- 2001: Trzy siostry (Three Sisters) jako Steven Keats
- 2002: CSI: Kryminalne zagadki Las Vegas (CSI: Miami) jako Adam van der Welk / Gordon Daimler
- 2002: Trzy siostry (Three Sisters) jako Steven Keats
- 2003: Frasier jako Woody Wiswell Jr
- 2007: Rockefeller Plaza 30 (30 Rock) jako Alan
- 2008: Szminka w wielkim mieście (Lipstick Jungle) jako
- 2008: Życie po falstarcie (The Starter Wife) jako Kenny Kagan